# Alexandre Guimarães (político)
Alexandre Marcel Kuster Guimarães (Campo Largo, 5 de fevereiro de 1974) é um dentista, professor, servidor público e político brasileiro. É filho do ex-prefeito de Campo Largo, Affonso Portugal Guimarães.
É formado em Odontologia pelo Universidade Federal do Paraná (UFPR) e concluiu especialização na Universidade de São Paulo (USP).
Foi eleito à Assembleia Legislativa do Paraná (ALEP) em 2014 pelo PSC, obtendo 24.357 votos. Nas eleições de 2018, não foi reeleito,
Em sua atuação na ALEP, foi eleito presidente da Comissão de Assuntos Metropolitanos, vice-presidente da Comissão de Saúde e membro da Comissão de Defesa dos Direitos da Juventude. Em 2015 votou a favor do PL 252/2015 que altera a previdência dos servidores públicos do Paraná, apoiando a proposta apresentada pelo governador Beto Richa (PSDB).
Em 2020 foi eleito como Vereador na cidade de Campo Largo, em 2024 lança sua pré candidatura a prefeitura da Cidade.

## Biografia
Nascido em Campo Largo, município da Região Metropolitana de Curitiba, em 05 de fevereiro de 1974, Alexandre Guimarães foi criado em uma casa onde política era parte do cotidiano. Seu pai, Affonso Portugal Guimarães, foi eleito três vezes para a Prefeitura e teve destaque ao participar das conquistas obtidas pela municipalidade ao longo das últimas quatro décadas. A admiração pelo pai político e pela representatividade dentro e fora de casa, desencadearam seu interesse pela vida pública, sendo a política, hoje, sua vocação!
Alexandre iniciou seus estudos na Escola Municipal Reino da Loucinha, passou pelo Colégio Estadual Sagrada Família, sempre prestigiando a educação em sua terra natal, e formou-se em Odontologia pela Universidade Federal do Paraná. Depois, fez pós-graduação em Endodontia na Universidade de São Paulo (USP) e atuou como dentista por 18 anos. Ao longo de sua vida pública, foi professor de ensino médio no Colégio Estadual Clotário Portugal, na década de 1990.
Entre 2001 e 2004, foi coordenador odontológico na Secretaria da Saúde de Campo Largo e idealizou o projeto conhecido como “Ônibus do Doutor Dentão”, uma estratégia para promoção da saúde bucal dirigida às crianças, a qual chegou a atender anualmente mais de 17 mil delas em visitas às escolas, CMEIs e comunidades do município. Este foi o maior programa de prevenção em saúde bucal do Paraná, diante de tamanha representatividade.
Em 2013 e 2014, durante uma das gestões de seu pai à frente da Prefeitura, ocupou a Secretaria de Governo, atuando na articulação das demais pastas, assim como coordenou a elaboração de diversos projetos. Alexandre estruturou o departamento específico de Associações de Moradores e participou ativamente em 44 reuniões com comunidades. Através   do diálogo, compreendeu o anseio e o sentimento das pessoas de cada região do nosso município e pode estruturar, com os demais secretários de cada pasta, ideias e ações que melhoraram a vida das pessoas.
Perante tais diálogos e mudanças requeridas, o Centro Médico 24hrs foi reestruturado; no NIS III ( Centro de especialidades médicas), consolidou parcerias público-privadas de modo a zerar as filas de pacientes;  criou o Departamento de Regularização Fundiária com o programa “ Sua casa precisa, sua família merece “ , entregando mais de 500 títulos de propriedade e dando legitimidade de posse às famílias. Ajudou, ainda, na consolidação da Secretaria de Políticas Públicas Sobre Drogas; buscou melhorias para a infraestrutura do interior;  criou o programa “ A Rua é sua “, o qual executou o asfaltamento de mais de 200 vias na cidade.
Em 2014, candidatou-se à Assembleia Legislativa do Paraná (Alep) pelo PSC, elegendo-se deputado estadual com 24.357 e quebrando um jejum de 24 anos em que Campo Largo não teve representante no Legislativo estadual. Foi presidente da Comissão de Assuntos Metropolitanos da Alep, vice-presidente da Comissão de Saúde Pública e membro da Comissão de Defesa dos Direitos da Juventude. Foi criador e presidente da Frente Parlamentar de Políticas sobre Drogas, onde promoveu audiência pública para debater a regulamentação das comunidades terapêuticas do Estado - dedicadas ao tratamento da dependência química e, em conjunto com o deputado Marcio Pauliki (SD), apresentou o projeto “Paraná sem Drogas”, instituindo-se, desse modo, o mês de junho para ações de esclarecimento e incentivo à prevenção e ao tratamento da dependência química. Além disso, levou para 92 municípios do Paraná a expertise de Campo Largo na área da prevenção às drogas com o programa “ PESCO “ ( Prevenção às Drogas dentro das escolas e comunidades), ocupando uma cadeira no Conselho de Políticas Pública Sobre Drogas do Estado do Paraná.
Como presidente da Comissão de Relações Federadas e Assuntos Metropolitanos, realizou 16 fóruns nas 08 regiões metropolitanas do Estado, abrangendo 194 municípios para discutir a implantação, por parte do Governo Federal, do Estatuto da Metrópole, documento que regulamenta a criação de regiões metropolitanas e aglomerados urbanos em todo o país. Através da sua atividade parlamentar como deputado estadual, estreitou o diálogo e parceria com o Governo do Estado, promovendo a maior atração de investimentos em toda história do município de Campo Largo!  Mais de 200 milhões de reais foram investidos, e todas as áreas da administradora pública foram contempladas: as 25 escolas estaduais do município receberam recursos, a nossa ERCE recebeu um parque adaptado para crianças especiais, equipamentos para UBSs foram adicionados, ambulâncias, vans para transporte de pacientes, viaturas de polícia, maquinário e pavimentação de vias; no interior, viabilizou a perfuração de poços artesianos e instalaram-se as torres de celular nos distritos de Bateias, Três Córregos e São Silvestre para dar acesso à informação, saneamento básico e abastecimento de água para 30 anos. No âmbito econômico, trabalhou e articulou junto à SANEPAR, a consolidação da desativação  e desafetação da Bacia do Itaqui para gerar oportunidades de atrair investimentos e aumentar nossas receitas com a geração de emprego e renda. Articulou, junto à COPEL, a aquisição total de uma subestação pela COCEL, visando por parte desta, a melhora no fornecimento de energia por preços menores para os campolarguenses.
No ano de 2019, ocupou a subchefia da casa civil no Governo Ratinho Júnior, onde buscou construir uma agenda positiva entre município e estado, provocando o debate sobre os viadutos do Guarani e Cercadinho, PR 090 - nova concessão do pedágio - buscando inserir obras importantes para Campo Largo, uma vez que a terceira pista de ida e de volta da capital e a duplicação da PR 423 .
Em 2019,  representou, no Japão, o Governo do Paraná  quando, à convite do Consulado Japonês em Curitiba, participou do programa “ JUNTOS “, o qual visa promover o intercâmbio entre Japão e países da América Latina e Caribe. Na oportunidade, apresentou aos japoneses a expertise da força que o Brasil tem na produção de louça e porcelana, nomeando a nossa Capital Nacional da Louça como Campo Largo. No ano de 2020, foi eleito vereador por Campo Largo em um mandato marcado pelo posicionamento firme, porém pautado no diálogo, no debate de ideias e ações. Buscando sempre, com esse diálogo direto, a melhoria da qualidade de vida da população como objetivo maior.